# Chodów (gmina)
Chodów (do 1953 gmina Rdutów; 1953-54 gmina Czerwonka) – gmina wiejska w województwie wielkopolskim, w powiecie kolskim. Gmina Chodów jest najdalej na wschód wysuniętą gminą woj. wielkopolskiego. W latach 1975–1998 gmina położona była w województwie konińskim.
Siedzibą gminy jest osada Chodów.
Według danych z 30 czerwca 2005 gminę zamieszkiwało 3510 osób.

## Przyroda
Gmina Chodów leży na Wysoczyźnie Kłodawskiej. Lasy stanowią zaledwie kilka procent powierzchni. Krajobraz zdominowany jest przez pola uprawne.
W gminie znajdują się pomniki przyrody: dąb w Chodowie liczący około 500 lat oraz głazy narzutowe w Dzierzbicach.

## Komunikacja
Przez gminę przebiega droga krajowa nr 92, łącząca gminę, z Poznaniem i Warszawą.
Przez gminę przebiega także linia kolejowa Warszawa Zachodnia – Poznań Główny, na której znajduje się stacja kolejowa Turzynów.

## Religia
Na terenie gminy znajdują się dwa kościoły parafialne obrządku rzymskokatolickiego. Wszystkie one wchodzą w skład diecezji łowickiej, dekanatu krośniewickiego:
- parafia św. Mikołaja Biskupa w Dzierzbicach
- parafia św. Jana Chrzciciela w Rdutowie

Ponadto na terenie gminy mieszkają mariawici, którzy przynależą do parafii św. Mateusza Apostoła i Ewangelisty w Nowej Sobótce, która wchodzi w skład diecezji śląsko-łódzkiej Kościoła Starokatolickiego Mariawitów.
W Rdutowie Nowym swoją siedzibę ma zbór Świeckiego Ruchu Misyjnego "Epifania". 

## Struktura powierzchni
Według danych z roku 2002 gmina Chodów ma obszar 77,97 km², w tym:
- użytki rolne: 89%
- użytki leśne: 6%

Gmina stanowi 7,71% powierzchni powiatu.

## Demografia

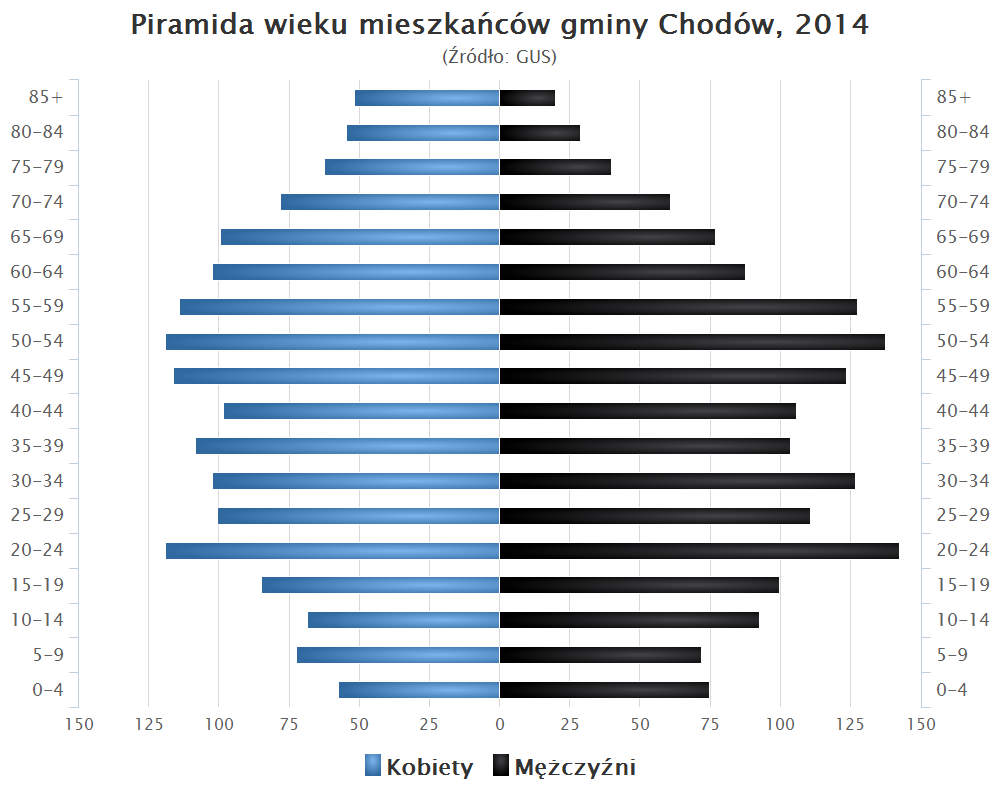
Piramida wieku mieszkańców gminy Chodów w 2014 roku

Dane z 30 czerwca 2004:
| Opis                              | Ogółem | Ogółem | Kobiety | Kobiety | Mężczyźni | Mężczyźni |
| --------------------------------- | ------ | ------ | ------- | ------- | --------- | --------- |
| jednostka                         | osób   | %      | osób    | %       | osób      | %         |
| populacja                         | 3529   | 100    | 1763    | 50      | 1766      | 50        |
| gęstość zaludnienia (mieszk./km²) | 45,3   | 45,3   | 22,6    | 22,6    | 22,6      | 22,6      |

## Sąsiednie gminy
gmina Daszyna, gmina Dąbrowice, gmina Grabów, gmina Kłodawa, gmina Krośniewice, gmina Przedecz